# Atamanowo (obwód kemerowski)
Atamanowo (ros. Атаманово) – wieś (sieło) w Rosji, w obwodzie kemerowskim, w rejonie nowokuźnieckim. W 2010 liczyła 2954 mieszkańców.